# Glareolidae
Glareolidae C.L. Brehm, 1831 è una famiglia di uccelli appartenente all'ordine Charadriiformes che include le pernici di mare, i corrioni e i corridori.

## Tassonomia
La famiglia raggruppa 17 specie viventi:
- Genere Cursorius
  - Cursorius cursor (Latham, 1787) - corridore biondo
  - Cursorius somalensis Shelley, 1885 - corrione di Somalia
  - Cursorius rufus Gould, 1837 - corridore di Burchell
  - Cursorius temminckii Swainson, 1822 - corridore di Temminck
  - Cursorius coromandelicus  (J.F.Gmelin, 1789) - corridore indiano
- Genere Rhinoptilus
  - Rhinoptilus africanus (Temminck, 1807) - corrione dalle due fasce
  - Rhinoptilus cinctus (Heuglin, 1863) - corrione di Heuglin
  - Rhinoptilus chalcopterus (Temminck, 1824) - corrione alibronzate
  - Rhinoptilus bitorquatus (Blyth, 1848) - corrione di Jerdon
- Genere Stiltia
  - Stiltia isabella (Vieillot, 1816) - pernice di mare australiana
- Genere Glareola
  - Glareola pratincola (Linnaeus, 1766) - pernice di mare comune
  - Glareola maldivarum J.R.Forster, 1795 - pernice di mare dal collare
  - Glareola nordmanni Fischer von Waldheim, 1842 - pernice di mare orientale
  - Glareola ocularis J.Verreaux, 1833 - pernice di mare del Madagascar
  - Glareola nuchalis G.R.Gray, 1849 - pernice di mare dal collare bianco
  - Glareola cinerea Fraser, 1843 - pernice di mare cenerina
  - Glareola lactea Temminck, 1820 - pernice di mare minore

Inoltre alla famiglia appartengono 3 specie fossili:
- Paractiornis perpusillus
- Mioglareola gregaria
- Glareola neogena